# Vương Huyền Phụ
Vương Huyền Phủ (tiếng Trung: 王玄甫), tên thật là Thành, tự Huyền Phủ, người Đông Hải thời Hán (nay là Duyện Châu, Tế Ninh, Sơn Đông).
Ông là người truyền đạo cho Chung Li Quyền; Chung Li Quyền truyền đạo cho Lã Động Tân và Lưu Hải Thiềm (Lưu Thao). Tất cả bốn vị này cùng Vương Trùng Dương được gọi là Bắc ngũ tổ của Toàn Chân giáo. Toàn Chân giáo cực thịnh vào đời nhà Nguyên. Kể từ thời Nguyên các vị này được triều đình phong là Đạo quân và Đế quân. Vương Huyền Phủ được triều Nguyên sắc phong là Toàn Chân Đại Giáo chủ, Đông Hoa Tử Phủ Phụ Nguyên Lập Cực Thiếu Dương Đế Quân và từ đấy có tên là Vương Huyền Phụ (chữ "phụ" này là "phụ Nguyên": giúp đỡ triều Nguyên) và Vương Thiếu Dương.